# Петрово (Босния и Герцеговина)
Петрово  (босн. Bosansko Petrovo Selo, серб. Петрово / Petrovo, хорв. Bosansko Petrovo Selo) — город на севере Республики Сербской у границы с ФБиГ (Босния и Герцеговина). Центр одноимённой общины в регионе Добой.

## Население
Численность населения города по переписи 2013 года составляет 2 322 человека, общины — 7 010 человек.
По данным переписи 1991 года, в городе жило 2 911 человек, в том числе:
- сербы — 2694 (92,55 %),
- югославы — 70 (2,40 %),
- боснийские мусульмане — 54 (1,86 %),
- хорваты — 18 (0,62 %).
- другие и неопознанные — 75 (2,58 %).

Всего: 2911 чел.